# Friedrich Traun
Friedrich Adolph Traun (Hamburgo, 29 de março de 1876 — 11 de julho de 1908) foi um atleta e tenista alemão.
Traun competiu nos Jogos Olímpicos de Verão de 1896, em Atenas - a primeira Olimpíada da era moderna. No atletismo, disputou a fase preliminar dos 100 metros rasos onde terminou em terceiro na sua eliminatória, não avançando para a final.
No torneio de simples do tênis, Traun foi derrotado na primeira rodada por John Pius Boland, do Reino Unido da Grã-Bretanha e Irlanda, futuro campeão. Para a disputa do torneio de duplas, formou par justamente com Boland. Na final derrotaram os gregos Dionysios Kasdaglis e Demetrios Petrokokkinos onde Traun conquistou sua única medalha de ouro olímpica.
Após os Jogos Olímpicos, imigrou para os Estados Unidos da América onde viveu por alguns anos. De volta a Alemanha, foi encontrado morto no corredor de um hotel em Hamburgo onde acredita-se que tenha cometido suicídio.